# Sigerfjord
Sigerfjord este o localitate din comuna Sortland, provincia Nordland, Norvegia, cu o suprafață de 0,74 km² și o populație de 775 locuitori (2013).